# Izumisano
Izumisano (jap. 泉佐野市 Izumisano-shi) – miasto w Japonii, na wyspie Honsiu, w prefekturze Osaka.

## Położenie
Miasto położone w południowej części prefektury nad zatoką Osaka. Należy do niego część sztucznej wyspy, na której usytuowany jest port lotniczy Kansai. Graniczy z:
- Sennan
- Kaizuka
- Kinokawa

## Historia
Miasto otrzymało prawa miejskie 1 kwietnia 1948 roku.

## Miasta partnerskie
- Chiny: Szanghaj, dzielnica Jowai